# Blanca Azucena Martínez Gómez
Blanca Azucena Martínez Gómez, née le 5 mars 1972, est une femme politique espagnole membre du Parti populaire (PP).

## Biographie

### Vie privée
Elle est mariée et mère de deux filles.

### Activités politiques
Le 20 décembre 2015, elle est élue sénatrice pour Cantabrie au Sénat et réélue en 2016.
Elle est vice-porte-parole à la commission des Incompatibilités.